# 佐藤克文
佐藤 克文(さとう かつふみ、1967年 - )は、日本の動物学、行動生態学者、東京大学教授。

## 経歴
神奈川県に生まれる。1986年、京都大学農学部水産学科に入学する。1990年同学科を卒業し、同大学大学院農学研究科修士課程水産学専攻に進む。1992年同専攻を修了して、同研究科博士後期課程水産学専攻に進学し、1995年 京都大学より博士（農学）を取得する。同年、京都大学研修員および平成7年度日本学術振興会特別研究員となる。
1997年に国立極地研究所研究系・助手に移り、総合研究大学院大学・助手を兼任した。2004年、東京大学海洋研究所国際沿岸海洋研究センターの助教授となる。2014年、同研究所(2010年に東京大学大気海洋研究所に改称)海洋生命科学部門行動生態計測分野教授に昇進する。

## 人物
物心つく前から昆虫や恐竜に興味を持ち小学4年生の時から釣りを始めた。その後淡水魚飼育などを通じて魚への強い関心を持ち、大学では水産学科へと進学する。大学時代にはサッカーに熱中していた。

## 論文
- 坂本亘, 内田至, 内藤靖彦, 呉羽和男, 辻村文志, 佐藤克文「フロント付近におけるアカウミガメの深い潜水行動」『日本水産学会誌』第56巻第9号、日本水産学会、1990年、1435-1443頁、doi:10.2331/suisan.56.1435、ISSN 0021-5392。
- 坂本亘, 佐藤克文, 田中秀二, 内藤靖彦「産卵期アカウミガメの潜水様式と遊泳海域の環境」『日本水産学会誌』第59巻第7号、日本水産学会、1993年、1129-1137頁、doi:10.2331/suisan.59.1129、ISSN 0021-5392。
- 田中秀二, 佐藤克文, 松沢慶将, 坂本亘, 内藤靖彦, 黒柳賢治「胃内温変化から見た産卵期アカウミガメの摂餌」『日本水産学会誌』第61巻第3号、日本水産学会、1995年、339-345頁、doi:10.2331/suisan.61.339、ISSN 0021-5392。
- 亀崎直樹, 宮脇逸朗, 菅沼弘行, 大牟田一美, 中島義人, 後藤清, 佐藤克文, 松沢慶将, 鮫島正道, 石井正敏, 岩本俊孝「日本産アカウミガメ (Caretta caretta) の産卵後の回遊」『野生生物保護』第3巻第1号、「野生生物と社会」学会、1997年、29-39頁、doi:10.20798/wildlifeconsjp.3.1_29、ISSN 1341-8777。
- 土屋泰孝, 工藤栄, 佐藤克文, 福地光男「南極昭和基地沿岸におけるウニSterechinus neumayeri (Meissner)の繁殖期と初期発生」『南極資料』第45巻第2号、2001年、157-170頁、doi:10.15094/00009164、ISSN 0085-7289。
- 畑瀬英男, 佐藤克文, 塚本勝巳, 山口真名美, 高橋小太郎「アオウミガメ雌成体の摂餌域利用における個体変異」『日本生態学会大会講演要旨集』ESJ52、日本生態学会、2005年、114-114頁、doi:10.14848/esj.esj52.0.114.0。
- 佐藤克文「海の動物を観る: 最新のテクノロジーを用いた高次捕食動物の生物学」『学術の動向』第11巻第9号、日本学術協力財団、2006年、8-13頁、doi:10.5363/tits.11.9_8、ISSN 13423363。
- 藤原由紀子, 楢崎友子, 佐藤克文「太陽放射エネルギーがウミガメ類の体温に及ぼす影響」『東京大学海洋研究所国際沿岸海洋研究センター研究報告』第32号、東京大学海洋研究所国際沿岸海洋研究センター、2007年、3-6頁、ISSN 13492993。
- 綿貫豊, 高橋晃周, Trathan Philip N., Wanless Sarah, 坂本健太郎, 佐藤克文「深く潜水する海鳥のストローク調節：サウスジョージアムナジロヒメウ・ウミガラス・マカロニペンギンの比較」『日本鳥学会誌』第59巻第1号、日本鳥学会、2010年、20-30頁、doi:10.3838/jjo.59.20、ISSN 0913400X。
- 佐藤克文「バイオロギングで描く海の地図」『汎交通』2016年度第3号、2017年、38-40頁、ISSN 03857182。
- 佐藤克文, 木下千尋「バイオロギングで明らかになったウミガメ類の内温性」『化学と生物』第57巻第1号、日本農芸化学会、2018年、29-35頁、doi:10.1271/kagakutoseibutsu.57.29、ISSN 0453-073X。